# Fritz Rohrlich
Fritz Rohrlich (* 12. Mai 1921 in Wien; † 14. November 2018 in DeWitt, Onondaga County, New York) war ein US-amerikanischer theoretischer Physiker, der sich mit klassischer Elektrodynamik und Quantenelektrodynamik beschäftigte.

## Leben und Wirken
Rohrlich war der Sohn eines Anwalts und verließ als Jude nach dem „Anschluss“ Österreichs 1938 das Land (kurzzeitig musste er damals sogar Zwangsarbeit verrichten), um ab 1939 am Technion in Haifa Elektrotechnik und Chemie-Ingenieurwesen zu studieren – seine Eltern kamen 1942 in Sobibor um. Während er in Jerusalem als Techniker für die Briten arbeitete, studierte er bei Giulio Racah an der Hebräischen Universität Jerusalem Physik, sein eigentliches Studienziel. 1946 setzte er sein Studium an der Harvard University fort, wo er 1947 seinen Master-Abschluss machte und 1948 bei Julian Schwinger promovierte.

Danach war er Assistent von Norman Foster Ramsey in Harvard und 1948 am Institute for Advanced Study. 1949 forschte er bei Hans Bethe an der Cornell University, wo er auch Richard Feynman traf und sein Interesse für die Divergenz-Probleme der klassischen Elektrodynamik erwachte, wofür er später ein führender Experte wurde. Um dieselbe Zeit leistete er auch bedeutende Beiträge zur Etablierung der frühen Quantenelektrodynamik (er zeigte die Äquivalenz der verschiedenen Formulierungen für Teilchen vom Spin 0, nachdem Freeman Dyson dies für Spin ½ gezeigt hatte). 
1951 wurde er Assistenz-Professor an der Princeton University, wo er Vorlesungen über Quantenelektrodynamik hielt, aus denen später sein Lehrbuch mit Josef-Maria Jauch entstand, damals ein Standardwerk. Ab 1953 war er als Kollege von Jauch an der University of Iowa, bevor er 1963 Professor an der Syracuse University wurde. Anfang der 1960er Jahre untersuchte er auch (mit T. Fulton und Louis Witten) das Problem der Strahlung des frei fallenden geladenen Teilchens in der Allgemeinen Relativitätstheorie und die Frage, ob dadurch das Äquivalenzprinzip verletzt wurde. In den 1980er Jahren beschäftigte er sich zunehmend mit Wissenschaftsphilosophie. 1991 wurde er emeritiert.
1957 wurde er Fellow der American Physical Society. 1974 wurde er Ehrenprofessor an der Universität Graz und erhielt einen Fulbright Award.

## Werke (Auswahl)
Aufsätze
- Classical radiation from a uniformly accelerating charge. In: Annals of Physics, Bd. 9 (1960), S. 499–517 (zusammen mit Thomas Fulton).
- An elementary derivation of E=mc². In: American Journal of Physics, Volume 58, Issue 4 (1990), S. 348.

Bücher.
- Classical charged particles. 3. Aufl., World Scientific Press, Hackensack, N.J. 2007, ISBN 978-981-270-004-9 (Update der Ausg. New York 1955).
- From paradox to reality. Our basic concepts of the physical world. Cambridge University Press, Cambridge 1997, ISBN 0-521-30749-X.
- The theory of photons and electrons. The relativistic quantum field theory of charged particles with spin one-half. 2. Aufl., Springer, Berlin 1976, ISBN 3-540-07295-0 (Nachdr. d. Ausg. London 1955; zusammen mit Josef-Maria Jauch).